# Hescamps
Hescamps település Franciaországban, Somme megyében. Lakosainak száma 523 fő (2022. január 1.). Hescamps Daméraucourt, Élencourt, Fouilloy, Romescamps, Saint-Thibault, Sarcus, Équennes-Éramecourt, Fourcigny, Marlers, Meigneux, Méréaucourt, Sainte-Segrée és Thieulloy-la-Ville községekkel határos.

## Népesség
A település népességének változása:
| Lakosok száma | 529  | 523  | 526  | 516  | 518  | 522  | 525  | 521  | 523  |
|               | 2013 | 2015 | 2016 | 2017 | 2018 | 2019 | 2020 | 2021 | 2022 |